# Szalánta
Szalánta es un pueblo ubicado en el distrito de Pécs, en el condado de Baranya, Hungría.

## Superficie
Posee una superficie de 17,08 kilómetros cuadrados.

## Demografía
Hasta 2019 la población era de 1149 habitantes, con una densidad de población de 67,27 habitantes por kilómetro cuadrado.